# ニコラ・ド・スタール
ニコラ・ド・スタール（仏: Nicolas de Staël、1914年1月5日 - 1955年3月16日）は、ロシアに生まれフランスなどで活動した画家。

## 人物
サンクトペテルブルクにロシア貴族の子息ニコライ・ウラジーミロヴィチ・スタール・フォン・ゴルシュテイン(ロシア語: Николай Владимирович Шталь фон Гольштейн)として生まれる。
ロシア革命のために亡命を余儀なくされ、ベルリン、ブリュッセルに住んだ。ブリュッセルでは美術アカデミーでデッサンを学ぶ。
1938年にパリへ移った。
1939年、外人部隊に入る。亡命者の不安、理想主義者の不安が原因とみられる。しかし、ブラックやレジェとの出会いによって、芸術上でも大きな成果を上げ、表面的には平安な時期が始まる。晩年は現実への叙情的な回帰が、具象的な表現へと変化していく。
1955年、アンティーブで自殺した。